# Warhammer 40,000: Chaos Gate - Daemonhunters
Warhammer 40,000: Chaos Gate — Daemonhunters — компьютерная игра в жанре пошаговой тактики, разработанная студией Complex Games и выпущенная Frontier Foundry. Релиз игры под Windows состоялся в 2022 году, в 2024 игра вышла на PS4, PS5, Xbox One и Xbox Series X/S.
Действие игры разворачивается во вселенной Warhammer 40,000. Под контролем игрока находится отряд Серых рыцарей — представителей особого ордена космодесантников, каждый из которых является псайкером. Противостоят им приспешники бога хаоса Нургла, повелителя разложения и владыки болезней.

## Игровой процесс
Игра представляет собой пошаговую тактику в духе X-COM. В отличие от последней, в Chaos Gate не используется механика броска на попадание по противнику. Если цель атаки находится в зоне поражения оружия и видна атакующему — значит атака гарантированно нанесёт урон. Этот урон может быть снижен, если цель находится далеко или за укрытием, или наоборот оказаться больше, если будет нанесён критический удар.
Каждый член отряда обладает псайкерскими способностями и может, например, усилить за счёт них усилить своё оружие или вылечить товарища, — на это расходуется запас силы воли. Однако каждое использование колдовских способностей увеличивает шкалу варпа, что в итоге может привести к появлению на поле боя новых демонических противников или заражению всего отряда рыцарей чумой. Это вынуждает игрока рационально использовать мощные способности, зачастую лучше предпочесть использовать базовые атаки.
Между миссиями доступна карта кампании, на которой отображается прогресс и которая позволяет выбрать следующую цель. Игроку надо бороться с распространением болезней в разных звездных системах, при этом при перемещении между системами корабль серых рыцарей может попасть в варп-шторм или подвергнуться атаке вражеского корабля. Также надо следить за действиями хаосопоклонников, открывающий врата в варп, если позволить им открыть пять порталов — игра будет окончена.

## Восприятие
| Сводный рейтинг    | Сводный рейтинг |
| Агрегатор          | Оценка          |
| ------------------ | --------------- |
| Metacritic         | 81/100          |
| Иноязычные издания |                 |
| Издание            | Оценка          |
| Eurogamer          | Recommended     |
| IGN                | 8/10            |
| PCGamesN           | 8/10            |
| PC Gamer (UK)      | 87/100          |

По данным агрегатора Metacritic игра получила «преимущественно положительные» рецензии.
Все рецензенты неизбежно сравнивали игру с серией X-COM. При этом они отмечали, что Chaos Gate заметно выделяется на фоне остальных подобных X-COM игр.
Рецензент IGN похвалил сюжет, озвучку и звуковое сопровождение, визуальный стиль игры. По его мнению создателям игры хорошо удалось передать дух вселенной Warhammer 40,000, чего смогли добиться немногие студии, обращавшиеся к сеттингу ранее.